# Guillaume de Grandmesnil
Guillaume de Grandmesnil (né vers 1055/1060, mort entre 1100 et 1114) est un baron normand de Calabre, membre de la famille Grandmesnil et lié à la Maison de Hauteville.

## Biographie
Natif du duché de Normandie, Guillaume de Grandmesnil est le second fils de Hugues, seigneur de Grandmesnil († 1098), l'un des compagnons de Guillaume le Conquérant à la bataille de Hastings (1066), et d'Adelise († 1091), fille du comte Yves de Beaumont. Il est également le neveu de Robert († 1089), abbé de Saint-Évroult puis de Santa Maria di Sant'Eufemia en Calabre, dont la demi-sœur Judith d'Évreux († 1076) épousera en 1062, Roger de Hauteville, conquérant normand de la Sicile musulmane (1061-1091).
Selon Ordéric Vital, Guillaume était très estimé à la cour du roi d'Angleterre qui avait pour lui un tel attachement qu'il lui donna pour femme sa nièce Agnès, fille du comte Robert de Mortain. Mais Guillaume refusa. Poussé par l'inconstance et influencé par un parent, Arnoul de Montpinçon, qui avait acquis de nombreux biens en Italie méridionale, Guillaume décide de partir pour l'Apulie où il arrive autour de 1080 avec quelques autres normands. En 1081, il participe à l'expédition normande dirigée par Robert Guiscard, duc d'Apulie, de Calabre et de Sicile, contre Dyrrachium (en actuelle Albanie), alors possession byzantine. Il participe à la seconde expédition de Guiscard contre l'Empire byzantin (1084-1085) et en juillet 1085, sur l'île de Céphalonie, il fait partie selon Ordéric Vital, des parents, alliés et magnats que Robert Guiscard, mourant, appela à son chevet pour les entretenir de sa succession. Établi en Calabre, il avait épousé à une date inconnue Mabille, l'une des filles de Robert Guiscard et de la princesse lombarde Sykelgaite de Salerne, et avait reçu en même temps de vastes domaines dans le Val de Crati, dans le Coscile et à Crotone, avec une quinzaine de châteaux en dot.
Dans les années 1090, Guillaume de Grandmesnil se révolta contre le fils et successeur de Robert Guiscard, Roger Borsa, duc d'Apulie. En 1093, ce dernier était tombé si gravement malade à Melfi que le bruit de sa mort se répandit partout. Un certain nombre de ses vassaux, dont son demi-frère Bohémond et Guillaume de Grandmesnil en profitèrent pour se révolter. Guillaume, cherchant à étendre ses domaines, s'empara notamment de Rossano (Calabre). Après le rétablissement du duc Roger d'Apulie et la soumission de ses vassaux révoltés dont son demi-frère Bohémond, Guillaume de Grandmesnil refusa d'abord de se soumettre avant d'y être contraint par la force face aux troupes du duc, assisté par Bohémond et son oncle Roger, comte de Sicile, qui arriva à la tête de troupes musulmanes. Il perdit toutes ses places fortes et fut contraint à aller se réfugier à Byzance avec sa femme (1094).
À l'automne 1096, il est de nouveau en Italie méridionale lorsqu'il voit arriver de Normandie ses frères Yves († 1101/1102) et Aubry († apr. 1097), présents dans les rangs des croisés normands dirigés par le duc de Normandie Robert Courteheuse. Il décide de les accompagner en Terre sainte, dans l'ost du prince Bohémond de Tarente. Mais le 10 juin 1098, Guillaume et son frère Aubry, effrayés par l'ardeur des combats contre les musulmans, réussissent à s'enfuir d'Antioche, assiégée par les Turcs,. Revenu dans le sud de l'Italie (avant la prise de Jérusalem par les croisés le 15 juillet 1099 ?), il sera excommunié avec son frère par le pape Pascal II en janvier 1100. Si les sources diplomatiques italo-normandes nous ont laissé des traces de sa présence en Calabre, on perd sa trace après l'an 1100.

## Union et descendance
De son union avec Mabille, fille de Robert Guiscard, Guillaume de Grandmesnil a au moins deux fils :
- Guillaume († 1117 ou peu après), qui succéda à son père (en 1114 au plus tard) mais ne lui survécut pas longtemps[14]. Il est encore attesté en 1117 lors d'une donation à La Trinité de La Cava. Il avait épousé une certaine Agathe, la première épouse de son père[15] mais c'est douteux.
- Robert († apr. 1129), qui se révolta dans les années 1120 contre Roger II de Sicile avec d'autres barons calabrais. En 1129, il quitta l'armée de Roger, lui reprochant lors d'une dispute la durée d'une campagne militaire menée contre des barons rebelles d'Apulie[16]. Il abandonna de lui-même ses fiefs et quitta le sud de l'Italie pour rejoindre sa famille « au-delà des Alpes » (sans doute en Normandie)[14].

## Sources
- Ordericus Vitalis, Historia ecclesiastica.
- Guillelmus Apuliensis, Gesta Roberti Wiscardi.
- Gaufridus Malaterra, De rebus gestis Rogerii Calabriae et Siciliae comitis et Roberti Guiscardi ducis fratris eius.